# Elektronkonfiguration
I atomfysik og kvantekemi refererer elektronkonfiguration til hvordan elektronerne er grupperet i et atom, molekyle eller en anden fysisk struktur. I lighed med andre elementærpartikler er elektronens opførsel beskrevet af kvantefysikkens love og fremviser både partikkelegenskaber og bølgeegenskaber. Formelt er kvantetilstanden til en elektron defineret ved dens bølgefunktion, en kompleks funktion i rum og tid. Ifølge Københavnerfortolkningen af kvantemekanikken er positionen til en enkelt elektron ikke veldefineret før den måles. Sandsynligheden for at målingen af positionen til elektronen giver et vist punkt i rummet er proportionel med kvadratet af absolutværdien af bølgefunktionen i det punkt.
Elektroner kan bevæge sig fra et energiniveau til et andet ved at emittere eller absorbere et energikvantum, i form af en foton. Paulis udelukkelsesprincip giver at ikke mere end to elektroner kan eksistere i samme atomorbital; derfor kan en elektron kun hoppe til en anden bane, hvis der er en ledig tilstand i den nye orbital.
Kendskab til elektronkonfigurationen til mange atomer er nyttig i forståelsen af strukturen af det periodiske system. Konceptet er også nyttigt til at beskrive de kemiske bindinger, som holder atomer sammen, og forklare egenskaberne for laserstråling og halvledere.

## Elektronkonfiguration i atomer
Denne diskussion forudsætter kendskab til atomorbitaler

### Opsummering af kvantetallene
Tilstanden til en elektron er givet af fire kvantetal. Tre af disse er heltal og er egenskaber til den atomorbital elektronen befinder sig i.
| tal                 | markeret som | lovlige værdier                                | repræsenterer |
| ------------------- | ------------ | ---------------------------------------------- | --- |
| hovedkvantetal      | n            | heltal, 1 eller større                         | Delvis den totale energi til orbitalen, og deraf dens generelle afstand fra kernen. Kort sagt, tilstandens energiniveau (1+)                          |
| asimutalt kvantetal | l            | heltal, 0 til n-1                              | Orbitalens drejeimpuls, også set på som antal noder i tæthedskurven. Også kendt som tilstandens orbital. (s=0, p=1...)                                |
| magnetisk kvantetal | m            | heltal, -l til +l, inkluderet nul.             | Bestemmer energiforskydningen til en atomorbital som påføres af et ydre magnetfelt (Zeeman-effekten). Indikerer tilstandens orientering i rummet.     |
| spinkvantetal       | s            | +½ eller -½ (blandt andet kaldt "op" og "ned") | Spin er en indre egenskab ved elektronen som er uafhængig af de andre kvantetal. Elektronens magnetiske dipolmoment bestemmes blandt andet af s og l. |

Mindst et af kvantetallene må være forskellige fra to elektroner (Paulis udelukkelsesprincip).

### Skal og underskal
Skal og underskal (også kaldet energiniveauer og underniveauer) defineres af kvantetallene, ikke af elektronens afstand fra kernen eller deres totale energi. I store atomer vil skallerne over de andre skaller overlappe (Aufbau-princippet).
Tilstande med samme n-værdi er beslægtet, og man siger at de ligger i samme elektronskal.
Tilstande med samme n- og l-værdier siger man, at de ligger i samme elektronunderskal, og de elektroner som har samme n- og l-værdier kaldes ækvivalente elektroner.
Hvis tilstandene også har samme m-værdi, siges de at ligge i samme atomare orbital.
Siden elektroner kun har to mulige spintilstande, kan en atomar orbital ikke indeholde mere end to elektroner (Pauli-princippet).
En underskal kan indeholde så meget som 4l+ 2 elektroner; em skal kan indeholde op til 2n² elektroner.

### Eksempel
Her vises elektronkonfigurationen for et fyldt femte skal:
| Skal  | Underskal | Orbitaler                            |                      | Elektroner                  |
| n = 5 | l = 0     | m = 0                                | → 1 type s-orbital   | → maks. 2 elektroner        |
|       | l = 1     | m = -1, 0, +1                        | → 3 type p-orbitaler | → maks. 6 elektroner        |
|       | l = 2     | m = -2, -1, 0, +1, +2                | → 5 type d-orbitaler | → maks. 10 elektroner       |
|       | l = 3     | m = -3, -2, -1, 0, +1, +2, +3        | → 7 type f-orbitaler | → maks. 14 elektroner       |
|       | l = 4     | m = -4, -3 -2, -1, 0, +1, +2, +3, +4 | → 9 type g-orbitaler | → maks. 18 elektroner       |
|       |           |                                      |                      | Totalt: maks. 50 elektroner |

Denne information kan skrives som 5s² 5p6 5d10 5f14 5g18 (Se nedenfor for flere detaljer angående notation)

### Notation
Fysikere og kemikere anvender en standardnotation for at beskrive atomare elektronkonfigurationer. I samme notation er et underskal skrevet på formen nxy, hvor n er skalnummeret, x er underskalmarkøren (s, p, d, f, g, osv.), og y er antal elektroner i underskallen. Et atoms underskal skrives i stigende energirækkefølge – med andre ord, i den rækkefølge skallerne fyldes i. (Se Aufbau-princippet nedenfor).
For eksempel: Hydrogen i grundtilstanden har en elektron i s-orbitalen i den første skal, så konfigurationen skrives 1s1. Litium har to elektroner i 1s-underskallen og en i 2s-underskallen (som har højere energi), så dets grundtilstandskonfiguration skrives 1s² 2s1. Fosfor (atomnummer 15), har følgende grundtilstandskonfiguration: 1s² 2s² 2p6 3s² 3p3.
Denne notationen kan være upraktisk for atomer med mange elektroner. Man indfører dermed ædelgasnotation. Den forkortes ofte ved at lægge mærke til, at de første underskaller er identiske med de tilsvarende underskaller for en eller anden ædelgasatom. Fosfor, for eksempel, er kun forskellig fra neon (1s² 2s² 2p6) ved, at fosfor har en tredje skal. Man trækker da ud elektronkonfigurationen til neon, og skriver fosfor som følger: [Ne]3s² 3p3.
En endnu enklere version er simpelthen at angive antal elektroner i hvert skal, f.eks. (igen for fosfor): 2-8-5.
Orbitalmarkørerne s, p, d,  og f har sin oprindelse i en måde at kategorisere spektrallinjer på, som man nu er gået bort fra. I dette system blev spektrallinjerne kategoriseret som skarp, principiel, diffus, og fundamental baseret på deres observerede finstruktur. Da de fire første orbitaltyper blev beskrevet, blev de associeret med disse spektrallinjetyper, men der fandtes ingen andre navn. Markøren g blev udeladt ved at fortsætte i alfabetisk rækkefølge. Det er teoretisk muligt med skal som indeholder flere end fem underskaller, men disse fem dækker alle til nu opdagede grundstoffer.

### Aufbau-princippet
I atomets grundtilstand (hvor atomet sædvanligvis er at finde) følger elektronkonfigurationen generelt Aufbau-princippet. Dette princip fortæller at måden elektronerne fylder skallen på er i stigende energirækkefølge; altså, den første elektron går ind i den laveste energitilstand, den næste i den næst laveste, og så videre. Fyldningsrækkefølgen er som følger:
|   | {\displaystyle s} | {\displaystyle p} | {\displaystyle d} | {\displaystyle f} | {\displaystyle g} |
| - | ----------------- | ----------------- | ----------------- | ----------------- | ----------------- |
| 1 | 1                 |                   |                   |                   |                   |
| 2 | 2                 | 3                 |                   |                   |                   |
| 3 | 4                 | 5                 | 7                 |                   |                   |
| 4 | 6                 | 8                 | 10                | 13                |                   |
| 5 | 9                 | 11                | 14                | 17                | 21                |
| 6 | 12                | 15                | 18                | 22                |                   |
| 7 | 16                | 19                | 23                |                   |                   |
| 8 | 20                | 24                |                   |                   |                   |

Hvilken rækkefølge underskallerne kommer i, kan findes ved at begynde øverst til venstre (i de ikke-fremhævede tal) i tabellen og gå gennem venstre-nedover-diagonaler (se også diagrammet øverst på siden). De fremhævede tal angiver så skalnummeret, mens de ikke ikke-fremhævede tal angiver rækkefølgen skallerne fyldes op i. Den første diagonalen giver da 1s; den næste gir 2s; den tredje går gennem 2p og 3s; den fjerde gennem 3p og 4s; den femte gennem 3d, 4p og 5s, og så videre. Generelt vil et underskal, som ikke er et «s»-skal alltid følges af en «lavere» underskal i den næste skal; for eksempel følges 2p af 3s; 3d følges af 4p, som følges af 5s; og så videre. Dette forklarer blokkene i det periodiske system.
Et elektronpar, som har spin i samme retning, har lidt lavere energi end et par med modsat rettede spin. Siden to elektroner i samme orbital skal have modsat rettede spin, foretrækker elektronerne at okkupere forskellige orbitaler. Denne præference vises hvis underskal med l>0 (altså som indeholder mere end en orbital) ikke er helt fyldt. For eksempel, hvis en p-underskal indeholder fire elektroner vil to elektroner tvinges til at okkupere en orbital, men de to andre elektroner okkuperer begge de to andre orbitaler, og deres spinene vil pege i samme retning. Dette fænomen kaldes Hunds regel.
Aufbau-princippet i en modificeret version kan anvendes på protoner og neutroner i atomkernen. (Se skalmodellen i kernefysik).

#### Orbitaltabel
Denne tabellen viser alle orbitalkonfigurationer op til 7s; derfor dækker den, den enkle elektronkonfiguration for alle grundstoffer i det periodiske system op til Ununbium (element 112) med undtagelse af Lawrencium (element 103), som behøver en 7p-orbital.
|     | s (l=0) | p (l=1) | d (l=2) | f (l=3) |
| --- | ------- | ------- | ------- | ------- |
| n=1 |         |         |         |         |
| n=2 |         |         |         |         |
| n=3 |         |         |         |         |
| n=4 |         |         |         |         |
| n=5 |         |         |         |         |
| n=6 |         |         |         |         |
| n=7 |         |         |         |         |

#### Undtagelse i 3d, 4d, 5d
En d-underskal, som er halvfuld (5 eller 10 elektroner), er mere stabil end s-underskallen, som tilhører næste skal. Dette er tilfældet, fordi det kræver mindre energi at holde en elektron i et halvfuld d-underskal end en fuld s-underskal. Kobber (atomnummer 29), for eksempel, har konfigurationen [Ar]4s1 3d10, ikke [Ar]4s² 3d9, som man skulle tro ved at anvende Aufbau-princippet. På samme måde har krom (atomnummer 24) konfigurationen [Ar]4s1 3d5, ikke [Ar]4s² 3d4.
Undtagelse i Periode 4:
| Grundstof | Z  | Elektronkonfiguration            | Ædelgaskonfiguration |
| Scandium  | 21 | 1s² 2s² 2p6 3s² 3p6 4s² 3d1      | [Ar] 4s² 3d1         |
| Titanium  | 22 | 1s² 2s² 2p6 3s² 3p6 4s² 3d²      | [Ar] 4s² 3d²         |
| Vanadium  | 23 | 1s² 2s² 2p6 3s² 3p6 4s² 3d3      | [Ar] 4s² 3d3         |
| Krom      | 24 | 1s² 2s² 2p6 3s² 3p6 4s1 3d5      | [Ar] 4s1 3d5         |
| Mangan    | 25 | 1s² 2s² 2p6 3s² 3p6 4s² 3d5      | [Ar] 4s² 3d5         |
| Jern      | 26 | 1s² 2s² 2p6 3s² 3p6 4s² 3d6      | [Ar] 4s² 3d6         |
| Kobolt    | 27 | 1s² 2s² 2p6 3s² 3p6 4s² 3d7      | [Ar] 4s² 3d7         |
| Nikkel    | 28 | 1s² 2s² 2p6 3s² 3p6 4s² 3d8      | [Ar] 4s² 3d8         |
| Kobber    | 29 | 1s² 2s² 2p6 3s² 3p6 4s1 3d10     | [Ar] 4s1 3d10        |
| Zink      | 30 | 1s² 2s² 2p6 3s² 3p6 4s² 3d10     | [Ar] 4s² 3d10        |
| Gallium   | 31 | 1s² 2s² 2p6 3s² 3p6 4s² 3d10 4p1 | [Ar] 3d10 4s² 4p1    |

Undtagelse i Periode 5:
| Grundstof  | Z  | Elektronkonfiguration                         | Ædelgaskonfiguration |
| Yttrium    | 39 | 1s² 2s² 2p6 3s² 3p6 4s² 3d10 4p6 5s² 4d1      | [Kr] 5s² 4d1         |
| Zirkonium  | 40 | 1s² 2s² 2p6 3s² 3p6 4s² 3d10 4p6 5s² 4d²      | [Kr] 5s² 4d²         |
| Niobium    | 41 | 1s² 2s² 2p6 3s² 3p6 4s² 3d10 4p6 5s1 4d4      | [Kr] 5s1 4d4         |
| Molybdæn   | 42 | 1s² 2s² 2p6 3s² 3p6 4s² 3d10 4p6 5s1 4d5      | [Kr] 5s1 4d5         |
| Technetium | 43 | 1s² 2s² 2p6 3s² 3p6 4s² 3d10 4p6 5s² 4d5      | [Kr] 5s² 4d5         |
| Ruthenium  | 44 | 1s² 2s² 2p6 3s² 3p6 4s² 3d10 4p6 5s1 4d7      | [Kr] 5s1 4d7         |
| Rhodium    | 45 | 1s² 2s² 2p6 3s² 3p6 4s² 3d10 4p6 5s1 4d8      | [Kr] 5s1 4d8         |
| Palladium  | 46 | 1s² 2s² 2p6 3s² 3p6 4s² 3d10 4p6 4d10         | [Kr] 4d10            |
| Sølv       | 47 | 1s² 2s² 2p6 3s² 3p6 4s² 3d10 4p6 5s1 4d10     | [Kr] 5s1 4d10        |
| Cadmium    | 48 | 1s² 2s² 2p6 3s² 3p6 4s² 3d10 4p6 5s² 4d10     | [Kr] 5s² 4d10        |
| Indium     | 49 | 1s² 2s² 2p6 3s² 3p6 4s² 3d10 4p6 5s² 4d10 5p1 | [Kr] 5s² 4d10 5p1    |

Undtagelse i Periode 6:
| Grundstof | Z  | Ædelgaskonfiguration   |
| Iridium   | 77 | [Xe] 6s² 4f14 5d7      |
| Platin    | 78 | [Xe] 6s1 4f14 5d9      |
| Guld      | 79 | [Xe] 6s1 4f14 5d10     |
| Kviksølv  | 80 | [Xe] 6s² 4f14 5d10     |
| Thallium  | 81 | [Xe] 6s² 4f14 5d10 6p1 |

### Sammenhængen med periodesystemets struktur
Elektronkonfiguration har nær sammenhæng med det periodiske systems struktur. De kemiske egenskaber for et atom, bestemmes stort set af hvordan elektronerne i dets ydre valensskal er arrangeret (selv om andre faktorer, som atomradius, atommassen, og øget tilgang til flere elektrontilstande, også påvirker den kemiske opførsel af grundstofferne ved øgende atomstørrelse), og derfor er grundstoffer i samme gruppe kemisk lige, fordi de har samme antal valenselektroner.

## Elektronkonfiguration i molekyler
I molekyler er situationen mere kompleks, da hvert molekyle har forskellig orbitalstruktur.

## Elektronkonfiguration i faste stoffer
I et fast stof er der mange elektrontilstande. De ophører så at være tælbare, og blandes sammen så de udgør et kontinuerligt bånd af tilstande. Elektronkonfigurationen ophører så med at være relevant, og båndteorien må så anvendes for at forklare egenskaberne af stoffet.